# Earl Hunt

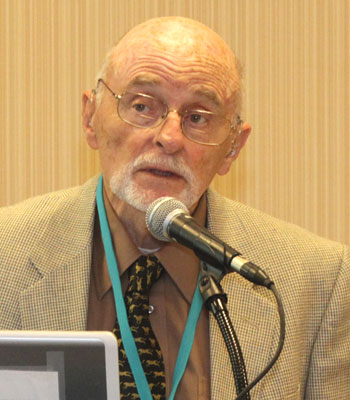
Professor Earl (Buz) Hunt während der Auszeichnungsveranstaltung für sein Lebenswerk durch die International Society for Intelligence Research, 2009

Earl Busby Hunt (* 8. Januar 1933 in San Francisco; † 12. April oder 13. April 2016) war ein US-amerikanischer Psychologe. Er war Professor emeritus an der University of Washington und Präsident der International Society for Intelligence Research.

## Leben
Hunt studierte Psychologie und Soziologie an der Stanford University (B.A., 1954). Von 1954 bis 1957 war Hunt beim Marinekorps der Vereinigten Staaten. 1960 erhielt er seinen Ph.D. von der Yale University. Nach Professoren- und Dozentenstellen an der UCLA und der University of Sydney war Hunt seit 1966 Professor an der University of Washington.
„Buz“ Hunt war seit 1955 mit seiner Frau Mary Lou verheiratet, mit der er zusammen vier Kinder hatte.

## Arbeit
Hunts Forschungsgebiete waren Kognitionspsychologie, Künstliche Intelligenz und intensive Nutzung mathematischer Modelle in den Sozial- und Biowissenschaften. Von 1971 bis 1978 folgte er als Dekan Arthur Allen Lumsdaine (1913–1989) nach, der das Department of Psychology der University of Washington von 1965 bis 1971 innehatte.
1996 wurde sein Buch Werden wir klug genug? mit dem William James Buchpreis der amerikanischen Association for Psychological Science (APS) ausgezeichnet. 2009 wurde er von der ISIR (International Society for Intelligence Research) für sein Lebenswerk mit deren höchster Auszeichnung, dem Lifetime Achievement Award, geehrt.
2011 bekam er ebenfalls die höchste Auszeichnung der APS, den James McKean Cattell Award, für sein Lebenswerk.

## Werke (Auswahl)
- Earl B. Hunt, Janet Marin, Philip J. Stone: Experiments in Induction, Academic Press, New York 1966, ISBN 978-0-12-362350-8.
- Earl Hunt: Artificial intelligence. New York 1975, Academic Press, ISBN 978-0-12-362340-9.
- Earl Hunt: Will We Be Smart Enough? A Cognitive Analysis of the Coming Workforce, Russell Sage Foundation, New York 1995, ISBN 978-0-87154-392-9. 342 Seiten
- Earl Hunt: The mathematics of behavior, Cambridge University Press, Cambridge New York 2007, ISBN 0-521-61522-4.
- Earl Hunt: Human Intelligence, Cambridge University Press, Cambridge 2011, ISBN 978-0-521-88162-3 (Einband), ISBN 978-0-521-70781-7. (Paperback), 507 Seiten